# Иван Тупаров
Вижте пояснителната страница за други личности с името Иван Тупаров.
Иван Тодоров Тупаров е български лекоатлет, състезавал се в дисциплината скок на дължина.

## Биография и кариера
Роден е на 15 ноември 1959 г. в Ракитово.
На Европейския шампионат за младежи през 1977 г. печели сребърен медал на скок дължина. Състезава се на Олимпийските игри в Москва (1980), но не успява да стигне на финал. Завършва девети на Европейското първенство на закрито през 1980 г. и осми на същото това първенство следващата година. На Европейско първенство през 1982 г. завършва дванадесети на финалите на скок дължина и осми на щафета 4 по 100 метра заедно с Ивайло Караньотов, Николай Марков и Петър Петров.
Неговият личен рекорд на скок дължина е 8.07 метра, постигнат през юни 1984 г. в София.